# Johann Schweigger
Johann Salomo Christoph Schweigger (Erlangen, 8 aprile 1779 – Halle (Saale), 6 settembre 1857) è stato un chimico e fisico tedesco.

## Biografia
Figlio di Christian Lorenz Schweigger, professore straordinario di teologia a Erlangen, Johann Schweigger studiò dapprima filosofia a Erlangen, ottenendo il titolo di dottore in filosofia con una dissertazione intitolata De Diomede Homeri. In seguito, sotto l'influenza di Georg Friedrich Hildebrandt (1764-1816) e di Karl Christian von Langsdorf (1757-1834) decise di dedicarsi alle scienze naturali. Nel 1803 diventò professore di matematica e scienze naturali al liceo di Bayreuth, e nel 1811 fu chiamato a Norimberga come professore di chimica e fisica. Dopo un breve periodo di insegnamento a Monaco di Baviera, nel 1817 diventò professore ordinario di chimica e fisica a Erlangen, e infine nel 1819 si trasferì all'Università di Halle, dove rimase fino alla morte. Schweigger ebbe tre figli e una figlia. Il figlio Karl Schweigger (1830-1905) diventò oftalmologo; inoltre Schweigger adottò uno dei suoi collaboratori, Franz Wilhelm Schweigger-Seidel (1795-1838).

## Contributi
Nell'ambito di idee romantiche sulla conoscenza della Natura, nelle sue ricerche Schweigger cercò di ricavare relazioni generali tra chimica, elettricità e magnetismo, anche se teneva sempre presenti possibili applicazioni pratiche. Ancor prima di Berzelius, interpretò il legame chimico come una polarizzazione elettrica permanente degli atomi. Nel 1811 introdusse il termine alogeno per il cloro che Humphry Davy aveva da poco isolato. Il termine alogeno fu poi esteso a tutti gli elementi del gruppo 17 da Berzelius nel 1825. Fondò il Journal für Chemie und Physik, e ne fu direttore dal 1811 al 1828. Questa pubblicazione rivaleggiò con gli Annalen der Physik und Chemie di Johann Christian Poggendorff. Nella sua rivista Schweigger scrisse soprattutto rassegne e commenti sui lavori di altri autori. Fino al 1833 il giornale fu in seguito curato dal figlio adottivo Franz Wilhelm Schweigger-Seidel. Schweigger è noto soprattutto per aver sviluppato nel 1820 un apparecchio "moltiplicatore", da lui chiamato galvanometro. Questo fu il primo galvanometro di elevata sensibilità, ottenuto indipendentemente dal quello sviluppato poco dopo da Poggendorff nel 1826.

## Opere
- (DE) J. S. C. Schweigger, Ueber die Umdrehung der magnetischen Erdpole, Norimberga, J. L. Schrag, 1814.
- (DE) J. S. C. Schweigger, Ueber die älteste Physik und den Ursprung des Heidenthums aus einer mißverstandenen Naturweisheit, Norimberga, J. L. Schrag, 1823.
- (DE) J. S. C. Schweigger, Einleitung in die Mythologie auf dem Standpunkte der Naturwissenschaft, Halle, Eduard Anton, 1836. - una introduzione alla mitologia, dal punto di vista delle scienze naturali.
- (DE) J. S. C. Schweigger, Ueber das Elektron der Alten und den fortdauernden Einfluss der Mysterien des Alterthums auf die gegenwärtige Zeit, nebst einem Anhang über einige neuere Gegenstände engewandter Naturwissenschaft, C. A. Koch, 1847.
- (DE) J. S. C. Schweigger, Über stöchiometrische Reihen im Sinne Richters auf dem wissenschaftlichen Standpunkte der neuesten Zeit, Schrödel & Simon, 1853.
- (DE) J. S. C. Schweigger, Geschichte des Elektromagnetismus und der sich ihm anreihenden physikalischen Bildersprache, Halle, 1856.